# Dreifarb-Mausohr
Das Dreifarb-Mausohr (Myotis tricolor) ist eine Fledermaus in der Gattung der Mausohren, die in Afrika vorkommt.

## Merkmale
Ausgewachsene Exemplare erreichen eine Gesamtlänge von etwa 12 cm, inklusive eines 5 cm langen Schwanzes. Das Dreifarb-Mausohr hat 5 cm lange Unterarme, einen Flügelspannweite von 28 cm sowie ein durchschnittliches Gewicht von 12,5 g. Wie bei allen Vertretern der Familie Glattnasen fehlt ein Nasenblatt. Das dichte und leicht wollige Fell der Oberseite wird auf dem Rücken aus 7 bis 8 mm langen Haaren gebildet. Wie der deutsche Name dieser Fledermaus andeutet, sind die Haare dreifarbig. Auf der Oberseite ist der Abschnitt nahe der Haarwurzel grau bis schwarzbraun, der mittlere Bereich cremefarben und die Haarspitze kupferfarben bis rotbraun. Es sind vorwiegend die Haarspitzen sichtbar, was dem oberseitigen Fell ein kupferfarbenes Aussehen gibt. Beim helleren Fell der Unterseite wird die Dreiteilung der Haare durch einen schwarzbraunen Bereich an der Basis, einen cremefarbenen bis hell gelbbraunen Abschnitt in der Mitte sowie durch hellbraune Spitzen erzeugt.
Der Kopf ist durch eine braune sowie fast nackte Schnauze und durch braune, an der Spitze abgerundete Ohren gekennzeichnet. Fast im gesamten Verbreitungsgebiet kommen schwarzbraune Flügel vor. Nur bei Exemplaren aus Malawi konnten leichte rotbraune Farbtöne an den Fingerknochen sowie nahe dem Rumpf registriert werden. Der Schwanz ist so gut wie vollständig in die rotbraune Schwanzflughaut eingebettet.

## Verbreitung

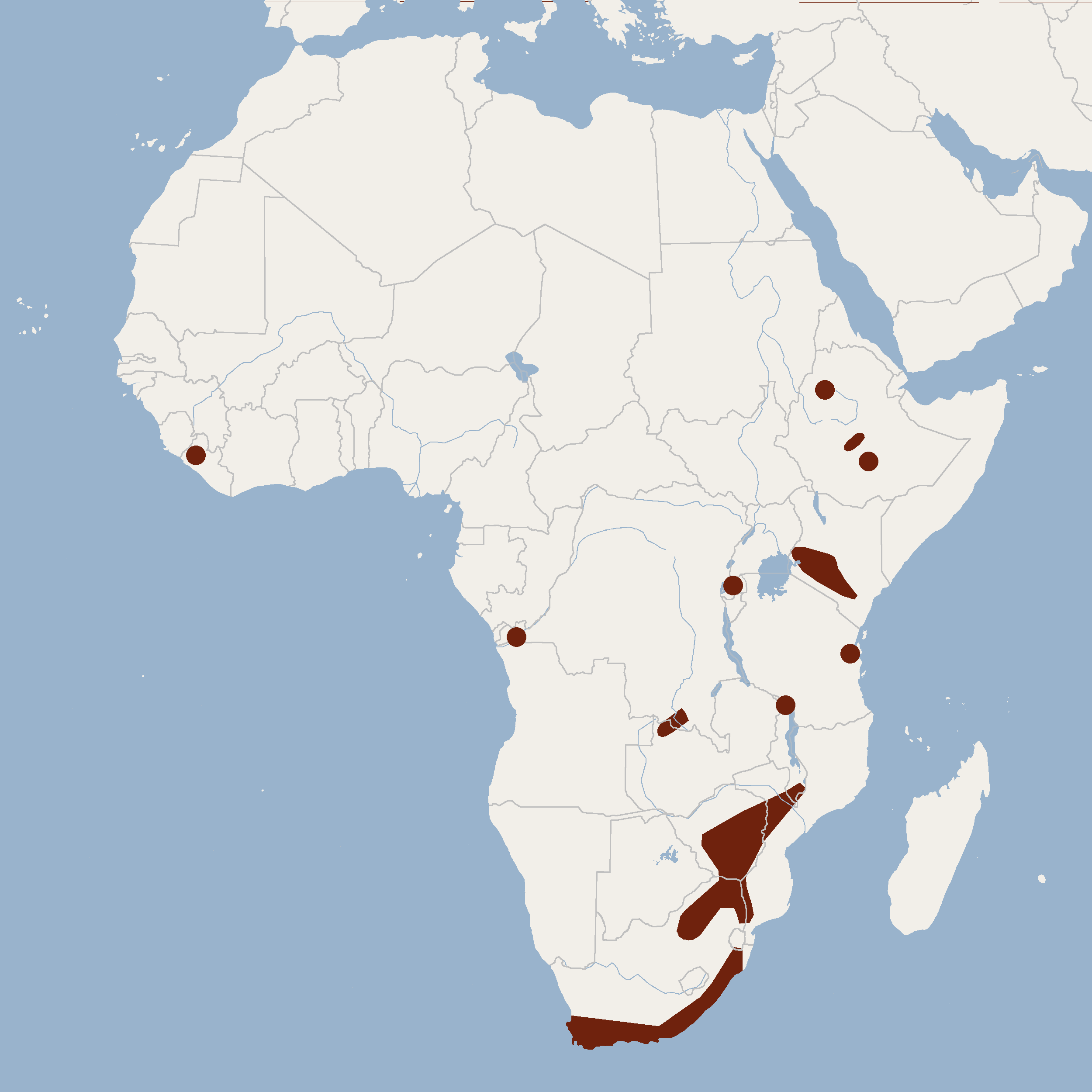
Dokumentierte Fundplätze laut einer Studie von 1993.

Das Dreifarb-Mausohr lebt hauptsächlich in Ostafrika von Äthiopien über Kenia, Uganda, Tansania, Sambia, Malawi, Simbabwe und Mosambik bis zum östlichen und südlichen Südafrika. Einzelfunde aus Ruanda und der Demokratischen Republik Kongo lassen vermuten, dass das Verbreitungsgebiet in Zentralafrika weiter nach Westen reicht. Die am weitesten westlich dokumentierte Sichtung stammt aus dem Nordwesten Liberias.
Obwohl die Art in sehr verschiedenen Habitaten registriert wurde, ist sie am häufigsten in trockenen und feuchten Savannen sowie in Buschlandschaften, die einen mediterranen Charakter aufweisen. Typische Sträucher in diesen Gebieten zählen zu den Gattungen Acacia und Commiphora. Zum Spektrum der bewohnten Habitate zählen weiterhin Regenwäldern, Bergwälder, Galeriewälder, die Waldsavanne Miombo sowie trockene und Grassavannen.

## Lebensweise
Als Ruheplätze dienen Höhlen und verlassene Bergwerke. Am häufigsten wird das Dreifarb-Mausohr in großen Höhlen angetroffen, in denen Störungen selten vorkommen und die größere Wasserstellen besitzen. In Südafrika fliegen Weibchen mehrere hundert Kilometer zwischen den Winterruheplätzen und den Höhlen, in denen die Nachkommen geboren werden. In dieser Region hält diese Fledermaus einen echten Winterschlaf. Häufig kommen Kolonien mit mehreren tausend Exemplaren vor. Gemischte Kolonien mit der Kap-Hufeisennase (Rhinolophus capensis) oder mit der Langflügelfledermaus (Miniopterus schreibersii) sind keine Seltenheit.
Das Dreifarb-Mausohr jagt mit Hilfe der Echoortung unterschiedliche Insekten. Die morphologischen Merkmale der Art befähigen sie zur Jagd im freien Flug sowie zum Absammeln der Beute von Pflanzen oder anderen Objekten. Wasserstellen werden vermutlich nur zum Trinken besucht.

## Bedrohung
Für den Bestand der Art liegen keine Bedrohungen vor. Das Dreifarb-Mausohr wird von der IUCN als „nicht gefährdet“ (least concern) gelistet.